# 須坂陣屋

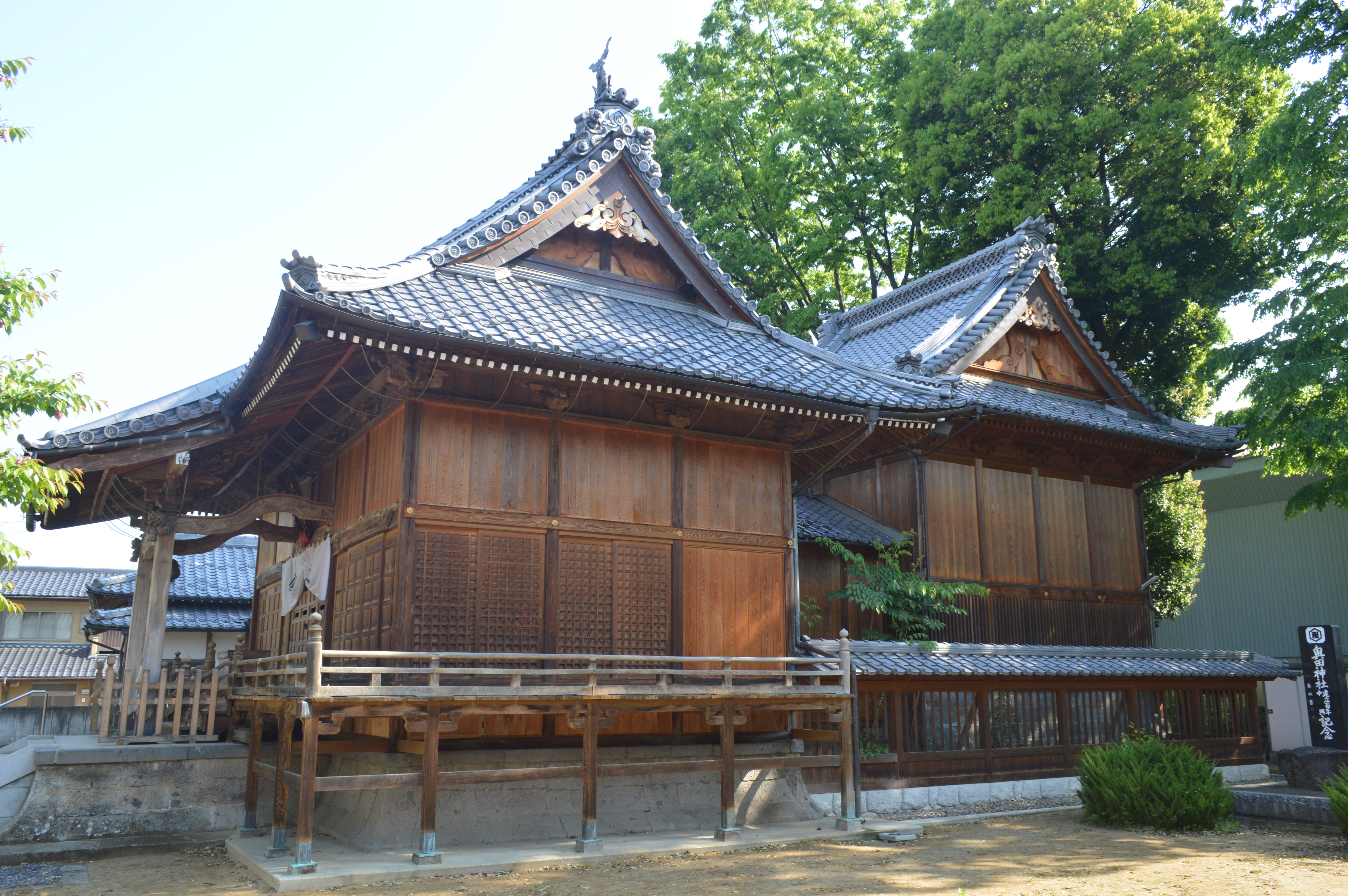
陣屋址に建立された奥田神社

須坂陣屋（すざかじんや）は、信濃国高井郡須坂（現・長野県須坂市大字須坂）にあった陣屋。須坂藩の藩庁である。

## 歴史
須坂藩は堀秀政の家老であった堀直政に始まる。堀直政は元々奥田直政といっていたが、秀政より堀姓を与えられた。元和元年（1615年）には堀直政の四男・堀直重が須坂藩を立藩した。直重を祖とする分家で、関ヶ原の戦いの軍功で下総国香取郡に2千石の知行を与えられ、同年信濃高井郡において6千石の加増され、大坂の陣の働きにより4千石加増され、諸侯に列したのが始まりである。須坂入部から陣屋築城までは、小山村の普願寺を仮の陣屋とした。
二代藩主直升の時、3人の弟に2千石分知してからは1万石で、14代続いて直明の時、明治維新を迎えた。
1868年（明治初年）に陣屋址の一部に奥田神社が建立された。奥田神社近くには陣屋の石垣が現存し、奥田神社の南側には鐘楼がある。陣屋址は須坂市立須坂小学校にもまたがっている。

## 遺構
奥付門（市内大字須坂の酒造店に長屋門が）移築現存し、鐘楼、藩士長屋が現存している。